# Флор (префект претория)
Флор (лат. Florus) — римский политический деятель второй половины IV века.
В 380—381 годах Флор занимал должность магистра оффиций на Востоке. В 381—383 годах он находился на посту префекта претория Востока.
Возможно, его дочерью была Пройекта, а сыном чиновник Эмилий Флор Патерн. Сестрой Флора была Эмилия Патерна Евномия.